# Thorvald Steen
Thorvald Steen, né le 9 janvier 1954  à Oslo, est un écrivain norvégien.

## Biographie
Il obtient le prix Dobloug en 2001.

## Œuvres traduites en français
- Don Carlos [« Don Carlos »], trad. d’Alain Gnaedig, Paris, Éditions Calmann-Lévy, coll. « Petite Bibliothèque européenne du XXe siècle », 1994, 179 p.  (ISBN 2-7021-2382-1)
- Constantinople [« Konstantinopel »], trad. d’Alain Gnaedig, Paris, Éditions Calmann-Lévy, coll. « traduit de ... », 2003, 324 p.  (ISBN 2-7021-3349-5)
- Le Petit Cheval [« Den lille hesten »], trad. d’Alain Gnaedig, Paris, Éditions Calmann-Lévy, 2005, 216 p.  (ISBN 2-7021-3629-X)